# The Merchant of Venice (film 1914)
The Merchant of Venice è un film muto del 1914 diretto e interpretato da Phillips Smalley e Lois Weber. Tratto da Shakespeare, era interpretato anche da Rupert Julian e Jeanie Macpherson. Prodotto dalla Universal Film Manufacturing Company che lo distribuì in sala nel febbraio del 1914, il dramma venne adattato per lo schermo da Lois Weber. Non si conosce l'esatta natura dell'adattamento rispetto al lavoro di Shakespeare, benché fonti dell'epoca dichiarino la sua aderenza all'originale.

## Trama
A Venezia, Shylock chiede una libbra della carne di Antonio se costui, suo debitore non riuscirà a ripagargli un debito di cui si era fatto garante per Bassanio. Antonio accetta il patto ma, al momento del pagamento, non riesce a restituire il denaro. Davanti al Doge, a difendere Antonio si presenta Baldassarre, un avvocato che è, in realtà, Porzia, la moglie di Bassanio, travestitasi così all'insaputa di tutti. Porzia riesce a risolvere la causa facendo notare che se Shylock vorrà avere a tutti i costi la libbra di carne, potrà averla ma senza versare neanche una goccia di sangue di un cristiano. In caso contrario, sarà condannato a morte e i suoi beni confiscati. Abbandonato anche dalla figlia Jessica, Shylock cede.

## Produzione
Tratta dal Il mercante di Venezia di William Shakespeare, la sceneggiatura del film si deve a Lois Weber, anche interprete, nel ruolo di Portia, e regista insieme al marito Phillips Smalley (Shylock). The Merchant of Venice è il primo lungometraggio girato negli Stati Uniti diretto da una donna.

## Distribuzione
Il film fu distribuito in sala dalla Universal Film Manufacturing Company, casa produttrice del film, che lo fece uscire negli Stati Uniti nel febbraio del 1914; in Germania, il film fu distribuito con il titolo Der Kaufmann von Venedig.
Non si conoscono copie ancora esistenti della pellicola che viene considerata presumibilmente perduta.